# Balkan Beat Box
Balkan Beat Box (Иногда сокращается как BBB) — музыкальная группа, основанная бывшим участником Gogol Bordello Ори Капланом, Тамиром Мускатом из «Firewater» и «Big Lazy» и Томером Йосефом.
Основатели Ори Каплан и Тамир Мускат выросли в Израиле, но встретились в Бруклине. Оба давно занимались музыкой: Каплан был кларнетистом-клезмером, а Мускат был барабанщиком в панк-рок-группе. Они начали играть вместе, но испытывали трудности в поиске собственного стиля. В результате творческих поисков они создали собственный стиль, смешав клезмер, средиземноморские и балканские мотивы с хип-хопом.

## Состав группы
Официальный сайт :

Balkan Beat Box сосредоточена вокруг двух его основателей: саксофониста Ори Каплана и барабанщика / программиста / продюсера Тамира Муската.
Оригинальный текст (англ.)Balkan Beat Box is centered around its two founders: saxophone player Ori Kaplan and drummer/programmer/producer Tamir Muskat.

Кроме того, в группе участвует Томер Йосеф, а также
- Итамар Циглер,
- Джереми Локвуд,
- Эяль Талмуди,
- Питер Хесс,
- Дана Он,
- Бен Хэндлер,
- Ури Кинрот.

## Дискография

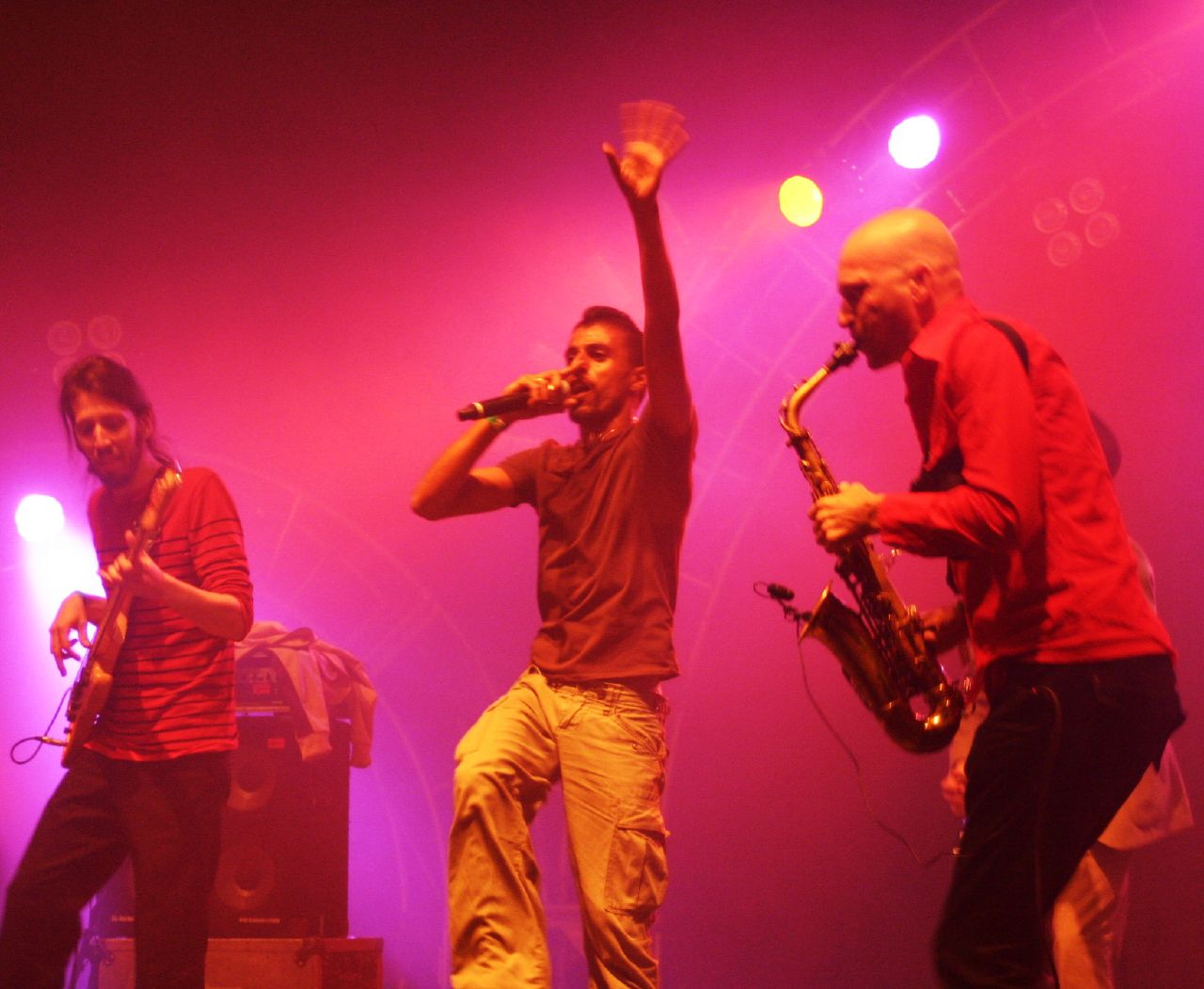
Balkan Beat Box на концерте

- Balkan Beat Box (2005)
- Nu Med (2007)
- Nu Made (Remixes & Videos)
- Blue Eyed Black Boy (2010)
- Give (2012)